# Serie Mundial de Póquer
La Serie Mundial de Póker (en inglés: World Series of Poker o WSOP) es el mayor conjunto de torneos de Póker del mundo. Está compuesto por 55 eventos en total, los cuales se disputan en diferentes modalidades de Póker, los cuales son «No Limit», «Fixed Limit», «Pot Limit», «Omaha hold´em», «2-7 Draw Ball» y «Stud Póker», los cuales tienen distintos precios de inscripción (o «Buy-In»). Las inscripciones oscilan desde los 1000 dólares hasta los 50 000 dólares.
Los torneos se celebran una vez al año en Las Vegas, en el Río Hotel & Casino, comenzando a principios de verano. De entre los 55 eventos, el de mayor reconocimiento mundial y del que se otorga el título honorífico de «Campeón del Mundo de Póker» es el conocido como evento principal (Main Event). Este se juega en la modalidad de «Texas Hold'em sin límite».
Los eventos de 10 000 dólares son los llamados campeonatos mundiales (World Championship). No obstante, la mayoría de los jugadores eligen a modalidad de H.O.R.S.E. (variante que une las modalidades de Holdem, Omaha, «Razz», «Seven Stud», «Omaha», «Eight or better»).  
Desde el evento del 2008 se introdujo la novedad de que la mesa final (momento en el que quedan solo nueve jugadores en el campeonato) del evento principal (Main Event) se retrasa varios meses hasta noviembre. Esta novedad sirve para que los últimos nueve jugadores del torneo puedan demostrar alrededor del mundo su destreza en la modalidad de «Hold'em sin límite», además de conseguir patrocinadores en el proceso. Durante ese mismo año, el evento principal se había disputado, desde sus inicios, sin interrupciones, necesitando de hasta ocho días continuos con periodos de catorce horas de juego para completarlo, debido al gran número de participantes que se inscribieron en el transcurso del evento.

## Historia
Las primeras Series Mundiales de Póker se celebraron en colaboración con los profesionales del Póker más famosos de la época y el propietario del recinto Horseshoe, Jack Binion. Binion en un principio dudó en que dicho torneo llegara a ser popular. De hecho, aún no habían hecho conocido el evento ni planificaron la ubicación concreta del torneo. Durante más de treinta años, el torneo se celebró en las mismas salas y mesas del Horseshoe, incluso con los mismos participantes. 
En 1998, la hija de Jack Binion, Becky Behnen, compró acciones para controlar Horseshoe y la marca World Series Of Poker (WSOP). Behnen redujo el presupuesto de WSOP, tomando medidas como reducción de costes en el torneo a finales de los años noventa. En el 2003, WSOP tuvo gran fama cuando un amateur en línea ganó el evento principal, provocando que nuevos jugadores llegaran a las salas de Póker en línea y en futuros WSOP. En 2004, WSOP fue adquirido por Harrah's Entertainment, cambiando su localización a distintos recintos.

## Cobertura de medios
| Año  | Cadena            | Presentadores                              |
| ---- | ----------------- | ------------------------------------------ |
| 1973 | Especial          | Jimmy «The Greek» Snyder                   |
| 1978 | CBS               | Brent Musburger y Jimmy «The Greek» Snyder |
| 1979 | CBS               | Frank Glieber y Jimmy «The Greek» Snyder   |
| 1981 | Especial          | Curt Gowdy                                 |
| 1983 | Especial          | Curt Gowdy y Bobby Baldwin                 |
| 1987 | Especial          | Ted Robinson                               |
| 1988 | ESPN              | Chris Marlowe                              |
| 1989 | ESPN              | Chris Marlowe                              |
| 1990 | ESPN              | Chris Marlowe                              |
| 1991 | ESPN              | Chris Marlowe                              |
| 1992 | ESPN              | Chris Marlowe                              |
| 1993 | ESPN              | Dick Van Patten y Jim Albrecht             |
| 1994 | ESPN              | Dick Van Patten y Jim Albrecht             |
| 1995 | ESPN              | Dick Van Patten y Jim Albrecht             |
| 1996 | No fue televisado | -                                          |
| 1997 | ESPN              | Gabe Kaplan y Jim Albrecht                 |
| 1998 | ESPN              | Vince Van Patten y Jim Albrecht            |
| 1999 | Discovery Channel | -                                          |
| 2000 | Discovery Channel | -                                          |
| 2001 | Discovery Channel | -                                          |
| 2002 | ESPN              | Lon McEachern y Gabe Kaplan                |
| 2003 | ESPN              | Lon McEachern y Norman Chad                |
| 2004 | ESPN              | Lon McEachern y Norman Chad                |
| 2005 | ESPN              | Lon McEachern y Norman Chad                |
| 2006 | ESPN              | Lon McEachern y Norman Chad                |
| 2007 | ESPN              | Lon McEachern y Norman Chad                |
| 2008 | ESPN              | Lon McEachern y Norman Chad                |
| 2009 | ESPN              | Lon McEachern y Norman Chad                |
| 2010 | ESPN              | Lon McEachern y Norman Chad                |

## Cobertura de medios (ESPN América Latina y ESPN Deportes en los EE.UU.)
- 2002 (ESPN) - Gabriela Hill.
- 2003 (ESPN) - Gabriela Hill.
- 2004 (ESPN) - Gabriela Hill.
- 2005 (ESPN) - Gabriela Hill y Andrés Agulla.
- 2006 (ESPN) - Gabriela Hill y Andrés Agulla.
- 2007 (ESPN) - Fernando Álvarez y Gabriela Hill.
- 2008 (ESPN) - Fernando Álvarez y Gabriela Hill.
- 2009 (ESPN) - Georgina Ruiz Sandoval y Fernando Álvarez.
- 2010 (ESPN) - Georgina Ruiz Sandoval y Fernando Álvarez.

## Lista de ganadores del Evento Principal
| Año  | Campeón                             | Cartas  | Premio (USD) | Participantes | Subcampeón          | Cartas  |
| ---- | ----------------------------------- | ------- | ------------ | ------------- | ------------------- | ------- |
| 2023 | Daniel Weinman                      | K♣ J♦   | 12 100 000   | 10 043        | Steven Jones        | J♣ 8♦   |
| 2022 | Espen Jørstad                       | Q♦ 2♠   | 10 000       | 8663          | Adrian Attenborough | J♣ 4♠   |
| 2021 | Koray Aldemir                       | 10♦ 7♦  | 8 000        | 6650          | orge Holmes]]       | A♦ Q♠   |
| 2020 | Damian Salas                        | K♦ J♠   | 2 550 969    | 1379          | Joseph Hebert       | A♦ Q♠   |
| 2019 | Hossein Ensan                       | K♣ K♥   | 10 000       | 8569          | Dario Sammartino]   | 8♠ 4♠   |
| 2018 | John Cynn                           | K♣ J♣   | 8 800 000    | 7874          | Tony Miles          | Q♣ 8♥   |
| 2017 | Scott Blumstein                     | A♥ 2♦   | 8 150 000    | 7221          | Dan Ott             | A♦ 8♦   |
| 2016 | Qui Nguyen                          | K♣ 10♣  | 8 005 310    | 6737          | Gordon Vayo         | J♠ 10♠  |
| 2015 | Joe McKeehen                        | A♥ 10♦  | 7 683 346    | 6420          | Joshua Beckley      | 4♣ 4♦   |
| 2014 | Martin Jacobson                     | 10♥ 10♦ | 10 000       | 6683          | Felix Stephensen    | A♥ 9♥   |
| 2013 | Ryan Riess                          | A♦♥ K♥  | 8 361 570    | 6352          | Jay Farber          | Q♠ 5♠   |
| 2012 | Greg Merson                         | 6♦ 9♦   | 8 531 853    | 6598          | Jesse Sylvia        | 6♠ 9 ♠  |
| 2011 | Pius Heinz                          | 6♠ K9   | 8 715 638    | 6865          | Martin Staszko      | 10♣ 7♣  |
| 2010 | Jonathan Duhamel                    | A♠ J♥   | 8 944 310    | 7319          | John Racener        | K♦8♦    |
| 2009 | Joe Cada                            | 9♦ 9♣   | 8 546 435    | 6494          | Darvin Moon         | Q♦J♦    |
| 2008 | Peter Eastgate                      | A♦ 5♠   | 9 152 416    | 6844          | Ivan Demidov        | 4♥ 2♥   |
| 2007 | Jerry Yang                          | 8♦ 8♣   | 8 250 000    | 6358          | Tuan Lam            | A♦ Q♦   |
| 2006 | Jamie Gold                          | Q♠ 9♣   | 12 000       | 8773          | Paul Wasicka        | 10♥ 10♠ |
| 2005 | Joe Hachem                          | 7♣ 3♠   | 7 500 000    | 5619          | Steve Dannenmann    | A♦ 3♣   |
| 2004 | Greg Raymer                         | 8♠ 8♦   | 5 000        | 2576          | David Williams      | A♥ 4♠   |
| 2003 | Chris Moneymaker                    | 5♦ 4♠   | 2 500 000    | 839           | Sam Farha           | J♥ T♦   |
| 2002 | Robert Varkonyi                     | Q♦ 10♠  | 2 000        | 631           | Julian Gardner      | J♣ 8♣   |
| 2001 | Carlos Mortensen                    | K♣ Q♣   | 1 500 000    | 613           | Dewey Tomko         | A♠ A♥   |
| 2000 | Chris Ferguson                      | A♠ 9♣   | 1 500 000    | 512           | T. J. Cloutier      | A♦ Q♣   |
| 1999 | Noel Furlong                        | 5♣ 5♦   | 1 000        | 393           | Alan Goehring       | 6♥ 6♣   |
| 1998 | Scotty Nguyen                       | J♦ 9♣   | 1 000        | 350           | Kevin McBride       | Q♥ T♥   |
| 1997 | Stu Ungar                           | A♥ 4♣   | 1 000        | 312           | John Strzemp        | A♠ 8♣   |
| 1996 | Huck Seed                           | 9♦ 8♦   | 1 000        | 295           | Bruce Van Horn      | K♣ 8♣   |
| 1995 | Dan Harrington                      | 9♦ 8♦   | 1 000        | 273           | Howard Goldfarb     | A♥ 7♣   |
| 1994 | Russ Hamilton                       | K♠ 8♥   | 1 000        | 268           | Hugh Vincen]]       | 8♣ 5♥   |
| 1993 | Jim Betchel                         | J♣ 6♥   | 1 000        | 220           | Glenn Cozen         | 7♠ 4♦   |
| 1992 | Hamid Dastmalchi                    | 8♥ 4♣   | 1 000        | 201           | Tom Jacobs          | J♦ 7♠   |
| 1991 | Brad Daugherty                      | K♠ J♠   | 1 000        | 215           | Don Holt            | 7♥ 3♥   |
| 1990 | Mansour Matloubi                    | 6♠ 6♥   | 895 000      | 194           | Hans Lund           | 4♦ 4♣   |
| 1989 | Phil Hellmuth Jr.                   | 9♠ 9♣   | 755 000      | 178           | Johnny Chan         | A♠ 7♠   |
| 1988 | Johnny Chan                         | J♣ 9♣   | 700 000      | 167           | Erik Seidel         | Q♣ 7♥   |
| 1987 | Johnny Chan                         | A♠ 9♣   | 625 000      | 152           | Frank Henderson     | 4♦ 4♣   |
| 1986 | Berry Johnston                      | A♠ T♥   | 570 000      | 141           | Mike Harthcock      | A♦ 8♦   |
| 1985 | Bill Smith                          | 3♠ 3♥   | 700 000      | 140           | T. J. Cloutier      | A♦ 3♣   |
| 1984 | Jack Keller                         | T♥ T♠   | 660 000      | 132           | Byron Wolford       | 6♥ 4♥   |
| 1983 | Tom McEvoy                          | Q♦ Q♠   | 580 000      | 108           | Rod Peate           | K♦ J♦   |
| 1982 | Jack Straus                         | A♥ 10♠  | 520 000      | 104           | Dewey Tomko         | A♦ 4♦   |
| 1981 | Stu Ungar                           | A♥ Q♥   | 375 000      | 75            | Perry Green         | T♠ 9♦   |
| 1980 | Stu Ungar                           | 5♠ 4♠   | 385 000      | 73            | Doyle Brunson       | A♥ 7♠   |
| 1979 | Hal Fowler                          | 7♠ 6♦   | 270 000      | 54            | Bobby Hoff          | A♣ A♥   |
| 1978 | Bobby Baldwin                       | Q♦ Q♣   | 210 000      | 42            | Crandall Addington  | 9♦ 9♣   |
| 1977 | Doyle Brunson                       | 10♠ 2♥  | 340 000      | 34            | Gary Berland        | 8♥ 5♣   |
| 1976 | Doyle Brunson                       | 10♠ 2♠  | 220 000      | 22            | Jesse Alto          | A♠ J♦   |
| 1975 | Brian Roberts                       | 9♠ 9♥   | 210 000      | 21            | Bob Hooks           | A♣ K♦   |
| 1974 | Johnny Moss                         | 3♥ 3♠   | 160 000      | 16            | Crandall Addington  | A♣ 2♣   |
| 1973 | Walter Pearson                      | A♠ 7♠   | 130 000      | 13            | Johnny Moss         | K♥ J♠   |
| 1972 | Thomas Austin Preston Amarillo Slim | K J     | 80 000       | 8             | Walter Pearson      | 6 6     |
| 1971 | Johnny Moss                         |         | 30 000       | 6             | Walter Pearson      |         |